# ジェームズ・アストン (第5代フォーファーのアストン卿)
第5代フォーファーのアストン卿ジェームズ・アストン（英語: James Aston, 5th Lord Aston of Forfar、1723年5月23日 – 1751年8月24日）は、スコットランド貴族。

## 生涯
第4代フォーファーのアストン卿ウォルター・アストンとメアリー・ハワード（Mary Howard、1723年5月23日没、トマス・ハワードの娘）の息子として、1723年5月23日に生まれた。
1742年6月30日、バーバラ・タルボット（Barbara Talbot、1759年11月9日没、ジョージ・タルボットの娘）と結婚、2女をもうけた。
- メアリー（1743年8月14日 – 1805年1月30日） - 1766年9月21日、第6代準男爵ウォルター・ブラウントと結婚、子供あり。1805年に火事により事故死
- バーバラ（1744年9月4日 – 1786年8月2日） - 1762年2月2日、トマス・クリフォード（Thomas Clifford、1732年8月22日 – 1787年7月16日、第3代クリフォード男爵ヒュー・クリフォードの次男）と結婚、子供あり

1748年4月4日に父が死去すると、フォーファーのアストン卿の爵位を継承したが、カトリック刑罰法（penal laws）により蟄居を余儀なくされたという。
1751年8月24日、天然痘によりティクソルで死去した。イングランドの準男爵位は断絶したが、フォーファーのアストン卿の爵位については異説もあった。すなわち、第6代フォーファーのアストン卿はフィリップ・アストン（1709年8月3日 – 1755年4月29日、初代フォーファーのアストン卿ウォルター・アストンの叔父ウィリアムの子孫）が名乗ったが、『完全貴族名鑑』では正しい継承者が初代卿の叔父ロバートの子孫であるウィリアム（1747年4月8日 – 1769年2月）とした。2人とも初代卿の叔父の子孫だったが、ロバート（1623年没）がウィリアム（1555年頃 – 1628年5月6日）より年上であるため、ロバートの子孫の優先順位が上であるという。